# 3. námořní pěší divize (Wehrmacht)
3. námořní pěší divize (německy 3. Marine-Infanterie-Division) byla pěší divize německé armády (Wehrmacht) za druhé světové války.

## Historie
Divize byla založena 1. dubna 1945 v Pomořansku a byla nasazena na více místech proti Rudé armádě. Divize kapitulovala v květnu 1945 u města Kyritz v Braniborsku a dostala se tak do sovětského zajetí.